# Glaciación de Mindel
| Glaciación/Interglaciación  | Inicio, en años |
| Periodo posglacial/Holoceno | 10.000 a. C.    |
| Glaciación Würm             | 110.000         |
| Interglaciar Riss-Würm      | 140.000         |
| Glaciación Riss             | 200.000         |
| Interglaciar Mindel-Riss    | 390.000         |
| Glaciación Mindel           | 580.000         |
| Interglaciar Günz-Mindel    | 600.000         |
| Glaciación Günz             | 850.000         |

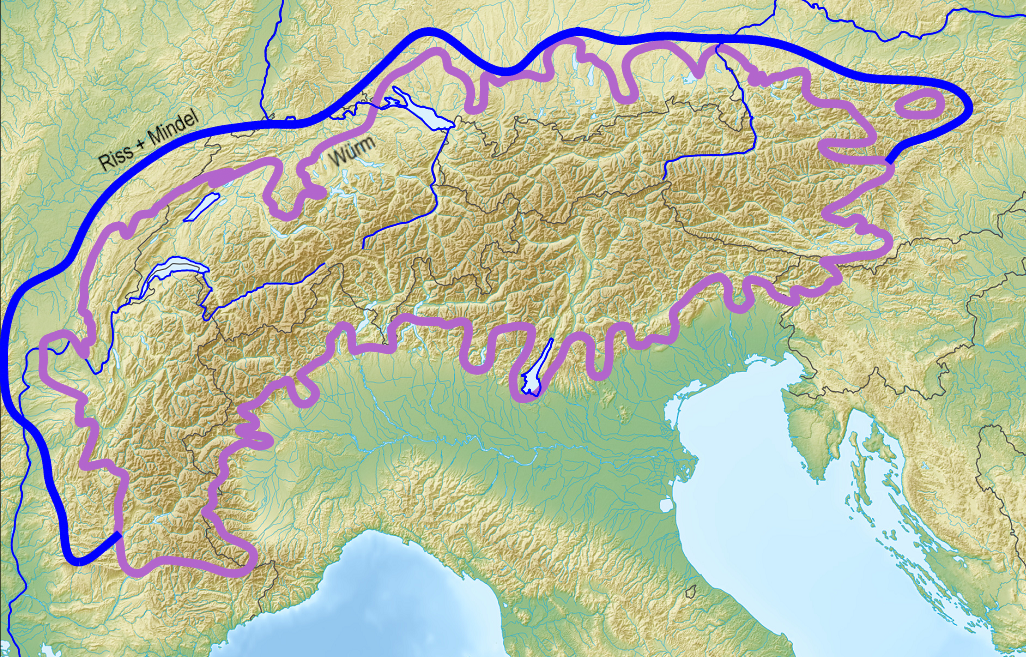
Extensión de la glaciación en los Alpes. En azul. extensión de la capa de hielo en las glaciaciones Mindel y Riss, y en morado, durante la glaciación Würm.

La glaciación de Mindel (también conocida glaciación de Kansas en América) es la segunda de las cuatro glaciaciones del Pleistoceno o del Cuaternario, siguiendo a la Günz y precediendo a la Riss, según la clasificación clásica de Penck y Bruckner (1909). Comenzó hace 580.000 años y finalizó hace 390.000 años. 
Es, junto con la glaciación Riss, la de mayor magnitud en el alcance de la capa de hielo.